# Веслав Мисливський
Веслав Мисливський (пол. Wiesław Myśliwski; *25 березня 1932, Двікози, Польща) — польський письменник, дворазовий лауреат Літературної нагороди «Ніке» (1997, 2007).

## Біографія
Батько письменника, Юліан Мисливський, був офіцером, брав участь у польсько-радянській війні (1919-1920).
У період з 1951 по 1956 рік Веслав Мисливський вивчав польську філологію в Католицькому університеті в Любліні.
У 1955-1976 рр. працював у Кооперативному народному видавництві у Варшаві, де пройшов шлях від помічника редактора до заступника головного редактора.
У 1975-1999 — головний редактор ежеквартальника «Regiony», одночасно в 1993-1999 — головний редактор видання «Sycyna».
З 1997 очолює журі конкурсу Премії імені Александра Патковського в Сандомирі.
Член Спілки польських письменників (1971-1983).
До творчості Веслава Мисливського зверталися театральні та кінорежисери Ришард Бер, Войцех Марчевський, Стефан Шляхтич, Фадей Юнак, Казімеж Деймек, Ізабела Цивіньська, Богдан Тоша. Книжки письменника перекладено на іврит, англійську, німецьку, французьку, голландську, іспанську, італійську, російську, угорську, чеську, словацьку, сербську, хорватську, словенську, румунську, болгарську, латиську, литовську, естонську, українську, грузинську і турецьку мови.
Живе у Варшаві.

## Творчість
- Романи:
  - Nagi sad, видавництво «PIW», Варшава (1967)
  - Pałac, видавництво «PIW», Варшава (1970)
  - Kamień na kamieniu, видавництво «PIW», Варшава (1984)
  - Widnokrąg, видавництво «Muza», Варшава (1996)
  - Traktat o łuskaniu fasoli, видавництво «Znak», Краків (2006)
  - Ostatnie rozdanie, видавництво «Znak», Краків (2013)
  - Ucho Igielne, видавництво «Znak», Краків (2018)

- Драматичні твори:
  - Złodziej, журнал «Dialog» (№ 7, ст. 5–34, 1973)
  - Klucznik,  журнал «Dialog» (№ 6, ст. 32–60, 1978)
  - Drzewo, журнал «Twórczość» (№ 7, ст. 11–73, 1988); видавництво «Glob», Щецин, 1989
  - Requiem dla gospodyni, видавництво «Muza», Варшава (2000)

- Есе:
  - Kres kultury chłopskiej, «Prowincjonalna Oficyna Wydawnicza», Бохня (2003)

- Інтерв'ю
  - W środku jesteśmy baśnią, видавництво «Znak», Краків (2022)

## Нагороди та відзнаки
- 1997 — Літературна нагорода «Ніке» за роман «Видноколо»
- 1997 — Літературна Премія імені Владислава Реймонта
- 2007 — Літературна нагорода «Ніке» за роман «Трактат про лускання квасолі»